# ГЕС Вудліф
ГЕС Вудліф — гідроелектростанція у штаті Каліфорнія (Сполучені Штати Америки). Знаходячись після ГЕС Слай-Крік (13,5 МВт), становить нижній ступінь каскаду на річці Лост-Крік, лівій притоці Соуз-Форк-Фетер, котра в свою чергу впадає ліворуч до водосховища греблі Оровілл на річці Фетер (ліва притока річки Сакраменто, яка завершується у затоці Сан-Франциско).
В межах проекту Лост-Крік перекрили бетонною арковою греблею висотою 37 метрів та довжиною 148 метрів, яка утримує водосховище з площею поверхні 0,55 км2 та об'ємом 6,6 млн м3. В подальшому для усунення протікань обернену до сховища сторону споруди покрили геомембраною.
Від резервуару під лівобережним гірським масивом прокладений дериваційний тунель довжиною 5,6 км з діаметром 3,7 метра, який переходить у напірний водовід довжиною 1,1 км зі спадаючим діаметром від 2,5 до 2 метрів. Він подає ресурс до машинного залу, розташованого на лівому березі Соуз-Форк-Фетер дещо нижче за впадіння Лост-Крік.
Основне обладнання станції становить одна турбіна типу Пелтон потужністю 60 МВт, яка в 2017 році забезпечила виробіток 237 млн кВт-год електроенергії.
Видача продукції відбувається по ЛЕП, розрахованій на роботу під напругою 115 кВ.